# Raiva
Raiva ist ein Ort und eine ehemalige Gemeinde (Freguesia) im Norden Portugals.
Raiva gehört zum Kreis Castelo de Paiva im Distrikt Aveiro. Die Gemeinde hatte eine Fläche von 15,3 km² und 2312 Einwohner (Stand 30. Juni 2011).
Am 29. September 2013 wurden die Gemeinden Raiva, Pedorido und Paraíso zur neuen Gemeinde União das Freguesias de Raiva, Pedorido e Paraíso zusammengeschlossen. Raiva ist Sitz dieser neu gebildeten Gemeinde.